# Zamek krzyżacki w Królewcu
Zamek królewiecki – gotycki zamek krzyżacki z XIII w., kilkukrotnie przebudowywany (m.in. w XVI i XVIII w.), będący – obok miejscowej katedry – jednym z symboli Królewca. W 1968 roku ruiny zamku zostały w całości wyburzone.

## Historia budowy
W czasach pruskich znajdował się tu gród Tuwangste (także: Twangste, Twangst, Twongst, Twoyngst). Nazwa ta wywodziła się z pruskiego słowa „wangus” i oznaczała ścinanie drzewa dębowego, które było symbolem Perkuna. Po podboju Sambii przez Krzyżaków w 1255 zamek nazwano Regiomontium (Królewska Góra) na cześć króla czeskiego Przemysła Ottokara II, który uczestniczył w wyprawie.
Zamek był wielokrotnie rozbudowywany m.in. w XVI i XVIII w. (m.in. Joachim Ludwig Schultheiß von Unfried). Po inkorporacji Prus Królewskich do Polski zamek był od 1457 siedzibą wielkiego mistrza krzyżackiego, od 1525 książąt pruskich. W 1701 w kościele zamkowym odbyła się koronacja króla Fryderyka I, a w 1861 Wilhelma I.
Od czasów średniowiecznych do zamku przylegała wolnizna Burgfreiheit (Wola Zamkowa), później powstały Tragheim, Altroßgarten, Neue Sorge i Sackheim. Przed II wojną światową umieszczono w części zamku muzeum.
W czasie wojny przechowywano tu zrabowaną z Carskiego Sioła Bursztynową Komnatę. Od tego momentu jej losy są nieznane. Mogła spłonąć lub zostać wywieziona w nieznanym kierunku.

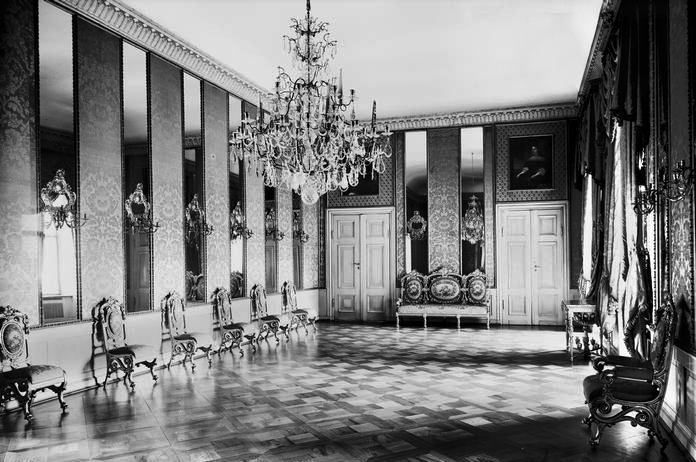
Sala lustrzana w zamku

## Zniszczenie zamku
Zamek królewiecki został całkowicie strawiony przez pożary w następstwie bombardowań Królewca, przeprowadzonych przez lotnictwo brytyjskie w sierpniu 1944. Bombardowania przetrwały tylko grube mury zewnętrzne. Dalsze zniszczenia nastąpiły w czasie zdobywania miasta przez Armię Czerwoną w kwietniu 1945.
W wyniku postanowień poczdamskich Królewiec został przyłączony do ZSRR, a w 1946 przemianowany na Kaliningrad. Pozostałości zamku zostały wysadzone w powietrze w 1968 jako symbol pruskiego militaryzmu, mimo protestów studentów i intelektualistów. Wyburzenie zainicjował i dopilnował ówczesny I sekretarz Komitetu Obwodowego KPZR w Królewcu Nikołaj Konowałow. Na miejscu zburzonego zamku postawiono Dom Sowietów.

## Plany rewitalizacji
Od upadku ZSRR planowana była rewitalizacja śródmieścia i zamku. Odbudowa zamku, na czym szczególnie zależało władzom miejskim,  miała się odbywać z funduszy rosyjskiego ministerstwa kultury, a plan odbudowy poparł prezydent Władimir Putin podczas swojej wizyty w Królewcu w 2005.
W latach 2001–2008 na terenie, gdzie znajdowały się ruiny zamku, prowadzono prace wykopaliskowe, finansowane przez niemiecki tygodnik „Der Spiegel”. W trakcie wspomnianych prac odkryto pewną ilość pamiątek historycznych, m.in. w czerwcu 2005 natrafiono na srebrną skrzynkę, zawierającą medale i monety.
Zwolennikiem odbudowy jest architekt Artur Sarnitz. Z drugiej strony, rozbiórka Domu Sowietów, stojącego obok miejsca dawnego zamku, miała przeciwników, utrzymujących, że budowla-pomnik jest już częścią historii miasta.
18 marca 2017 r. pełniący obowiązki gubernatora obwodu królewieckiego Anton Alichanow poinformował o rezygnacji z odbudowy zamku, o której dyskutowano w mieście od kilku lat.

## Galeria ilustracji

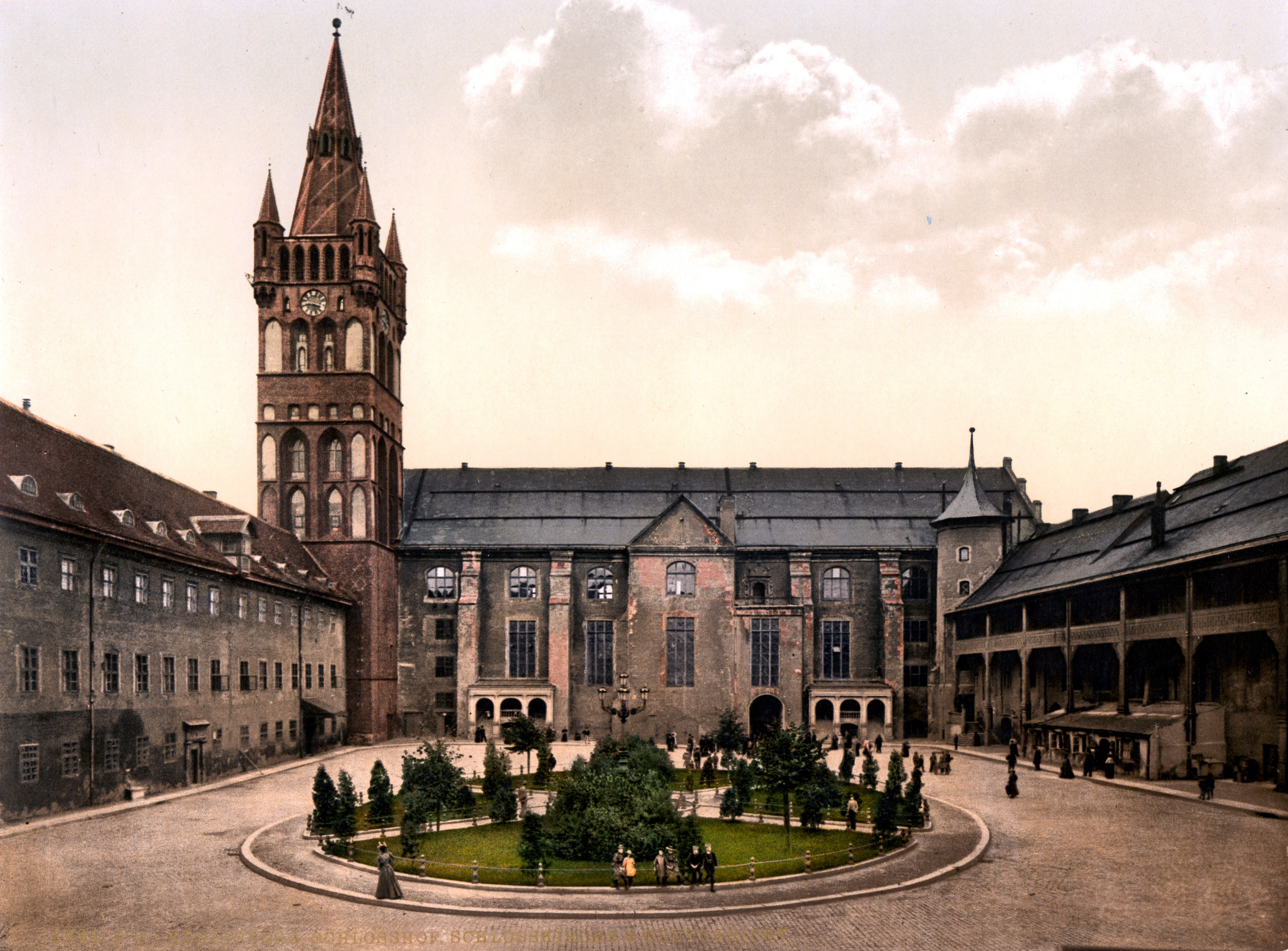
Dziedziniec oraz kościół zamkowy
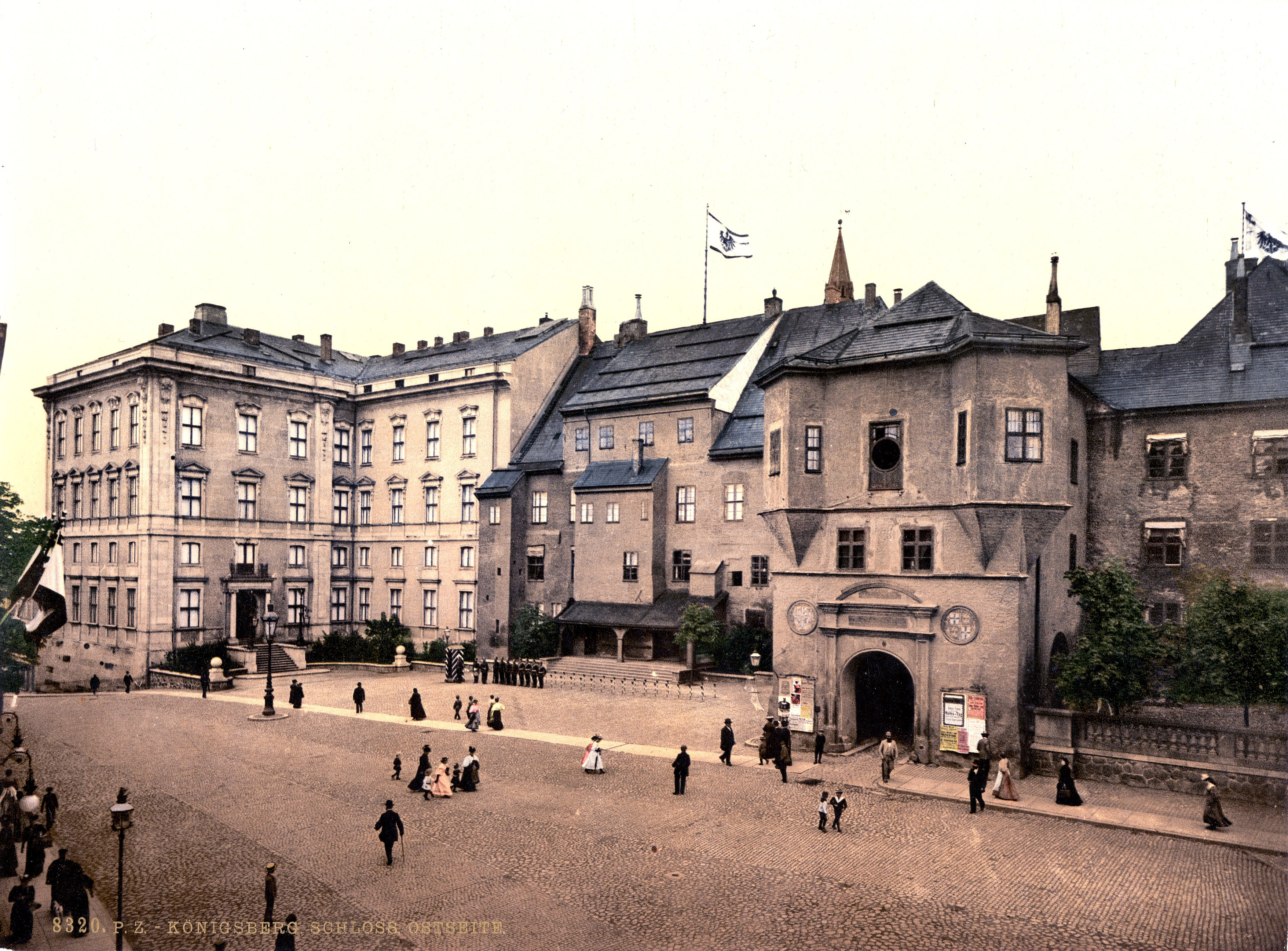
Brama wjazdowa do zamku
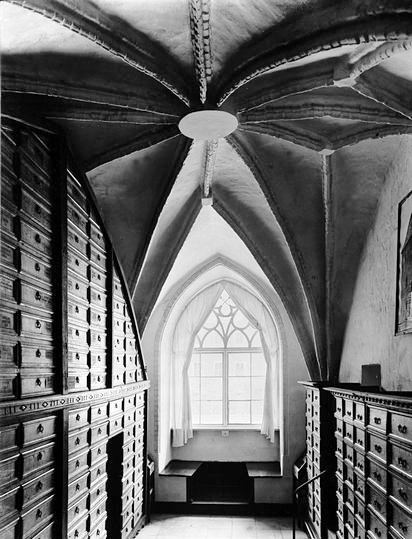
Archiwum państwowe na zamku
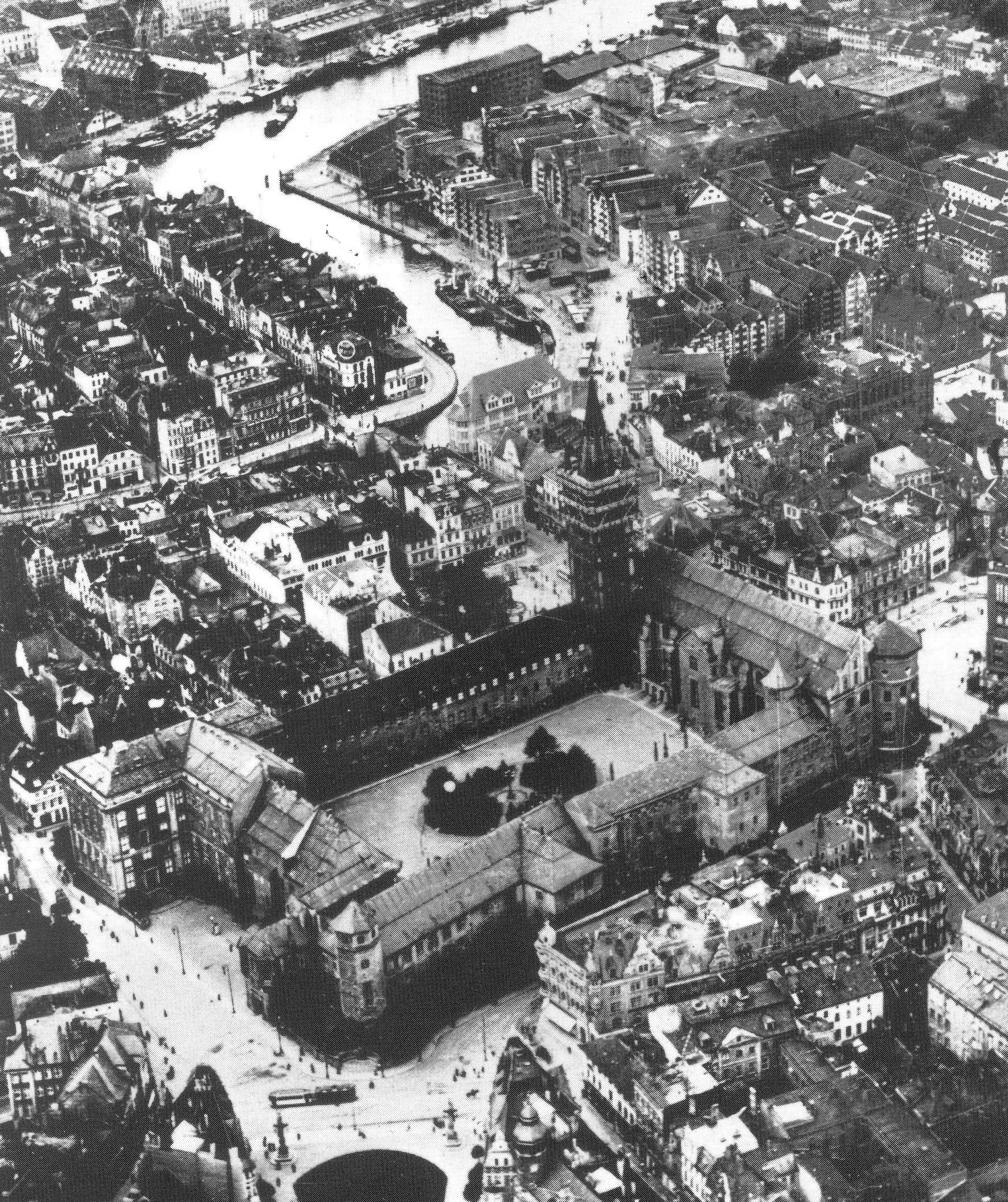
Zamek z lotu ptaka w 1925 r.
Wysadzanie wieży zamkowej w 1959 roku
Ruiny zamku w 1965 roku